# Rhabdogaster zebra
Rhabdogaster zebra är en tvåvingeart som beskrevs av Jason Gilbert Hayden Londt 2006. Rhabdogaster zebra ingår i släktet Rhabdogaster och familjen rovflugor.
Artens utbredningsområde är Angola. Inga underarter finns listade i Catalogue of Life.